# Abbracciato
Abbracciato è un termine utilizzato in araldica:
- come partizione: punta che ha la base su tutto un fianco dello scudo e il vertice sulla metà del fianco opposto
- come disposizione: animale che abbraccia qualche figura o pezza

## Caratteristiche
Questa partizione è simile al mantellato posto di traverso e richiama una pila allargata che parte dai fianchi dello scudo invece che dal bordo superiore, o inferiore.
Si dice abbracciato a destra se la pila ha la base sul lato destro, con punta al centro del lato sinistro, o abbracciato a sinistra se la pila ha la base sul lato sinistro, con punta al centro del lato destro. Nella blasonatura viene indicato prima il colore della pila e successivamente il colore di fondo dello scudo.
È interessante notare che in passato, ad esempio nell'Encyclopédie di D'Alembert e Diderot, i termini abbracciato a destra e abbracciato a sinistra erano invertiti rispetto all'uso italiano attuale, per cui lo stemma del terzo esempio era blasonato come d'argento, abbracciato a destra di nero.

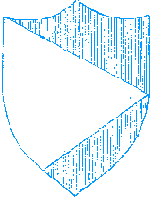
Scudo abbracciato a destra
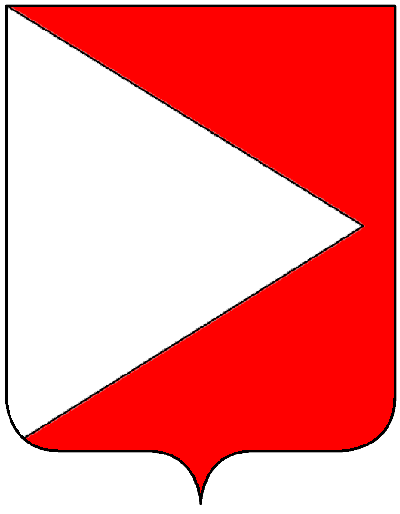
D'argento, abbracciato a destra di rosso (stemma della famiglia Domantz, Germania)
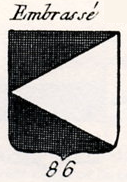
D'argento abbracciato a sinistra di nero
D'argento, abbracciato ondato a sinistra di rosso (Kaavi, Finlandia)
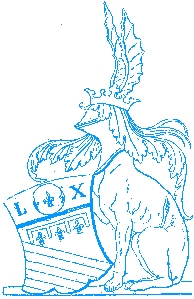
Cane abbracciato ad uno scudo